# Udea azorensis
Udea azorensis is een vlinder uit de familie van de grasmotten (Crambidae), uit de onderfamilie van de Spilomelinae. De wetenschappelijke naam van deze soort is voor het eerst voorgesteld door Marc Meyer, Matthias Nuss en Wolfgang Speidel in een publicatie uit 1997.
De soort komt voor in de Azoren.